# باغ هاماریکیو
باغ هاماریکیو (به ژاپنی: 浜離宮恩賜庭園 Hama-rikyū Onshi Teien) یکی از پارک‌های  توکیو پایتخت ژاپن است.

## رسیدن به پارک
- متروی توئی، خط اوادو، ایستگاه تسوکیجیشیجو E 18 .از ایستگاه تا پارک ۷ دقیقه پیاده راه است.[۱]